# Cinzia Banelli
Cinzia Banelli (Grosseto, 25 ottobre 1963) è un'ex terrorista e collaboratrice di giustizia italiana, componente dell'organizzazione armata di sinistra denominata Nuove Brigate Rosse.
Arrestata il 24 ottobre 2003 e condannata per l'omicidio di Massimo D'Antona e per quello di Marco Biagi. Nel 2004 si è pentita ottenendo lo sconto e la commutazione della pena nel regime di libertà condizionata prima, e di arresti domiciliari in seguito.

## Biografia

### L'arresto
La Banelli venne arrestata il 24 ottobre 2003 assieme ad altri sette presunti brigatisti: Laura Proietti, Federica Saraceni, Paolo Broccatelli, Roberto Morandi, Marco Mezzasalma e Alessandro Costa. Tutti vennero accusati di partecipazione a banda armata, nell'ambito dell'inchiesta per l'omicidio di Massimo D'Antona condotta dai Pubblici Ministeri Pietro Saviotti e Franco Ionta.

### Il pentimento
Nel 2004 decise di pentirsi e di incominciare un percorso collaborativo che, per i giudici del Tribunale di sorveglianza, "attiene alla sua sfera interiore" ed è maturata dopo la nascita di un figlio, partorito mentre era ancora detenuta. Secondo i magistrati "la Banelli ha dimostrato di possedere uno spirito lucido e riflessivo, di essere pienamente consapevole del danno umano e sociale prodotto, di essere definitivamente distaccata dalle scelte eversive. Va riconosciuto il suo fondamentale apporto, che ha significativamente contribuito a smantellare la struttura organizzativa delle BR. Si può dire raggiunto l'obiettivo del recupero alla società di una persona che si è dimostrata estremamente pericolosa [...] La Banelli non dichiara, come altri hanno fatto, che sono mutate le condizioni storiche che hanno reso necessaria la lotta armata; al contrario, afferma di essere cambiata lei e di aver capito di aver imperdonabilmente sbagliato".

### La condanna
Il 1º marzo 2005, nel processo di primo grado per l'omicidio di Massimo D'Antona, giudicata con il rito abbreviato, venne condannata all'ergastolo. Pena ridotta dalla seconda Corte d'assise d'appello di Roma che, il 28 giugno 2006, trasforma il carcere a vita in dodici anni di reclusione, resi poi definitivi in Cassazione, nell'ultimo grado di giudizio il 28 giugno 2007.
Nel processo per l'omicidio del giurista Marco Biagi, ucciso la sera del 19 marzo 2002, e in cui la Banelli partecipò facendo da staffetta, venne condannata a quindici anni e 4 mesi di reclusione, sentenza annullata dalla Cassazione perché non le era stata riconosciuta l'attenuante della collaborazione. Nel marzo del 2008, nel nuovo processo d'appello, venne quindi condannata definitivamente a dieci anni e 5 mesi.
Nella sua testimonianza la Banelli raccontò di come i brigatisti vennero agevolati dal fatto che Biagi girava senza protezione dopo che, qualche mese prima, gli era stata revocata la scorta: "Se Marco Biagi avesse avuto la scorta non saremmo riusciti ad ucciderlo. Per noi due persone armate costituivano già un problema. Non eravamo abituati ai veri conflitti a fuoco. Avremmo dovuto fare più attenzione, osservare possibili cambiamenti nella situazione del professore. Dovevamo controllare che non fosse solo. Invece arrivò alla stazione di Bologna da solo".
La sua decisione di pentirsi le ha permesso di ottenere la libertà condizionata nel 2006. Il 15 aprile del 2009, il Tribunale di sorveglianza di Roma le ha concesso gli arresti domiciliari: secondo il programma di protezione riservato dal Viminale ai collaboratori di giustizia, le è stata quindi assegnata una nuova identità, dopo essere stata trasferita in una località segreta, e riconosciuto un sussidio.